# Sierra de Hornachuelos

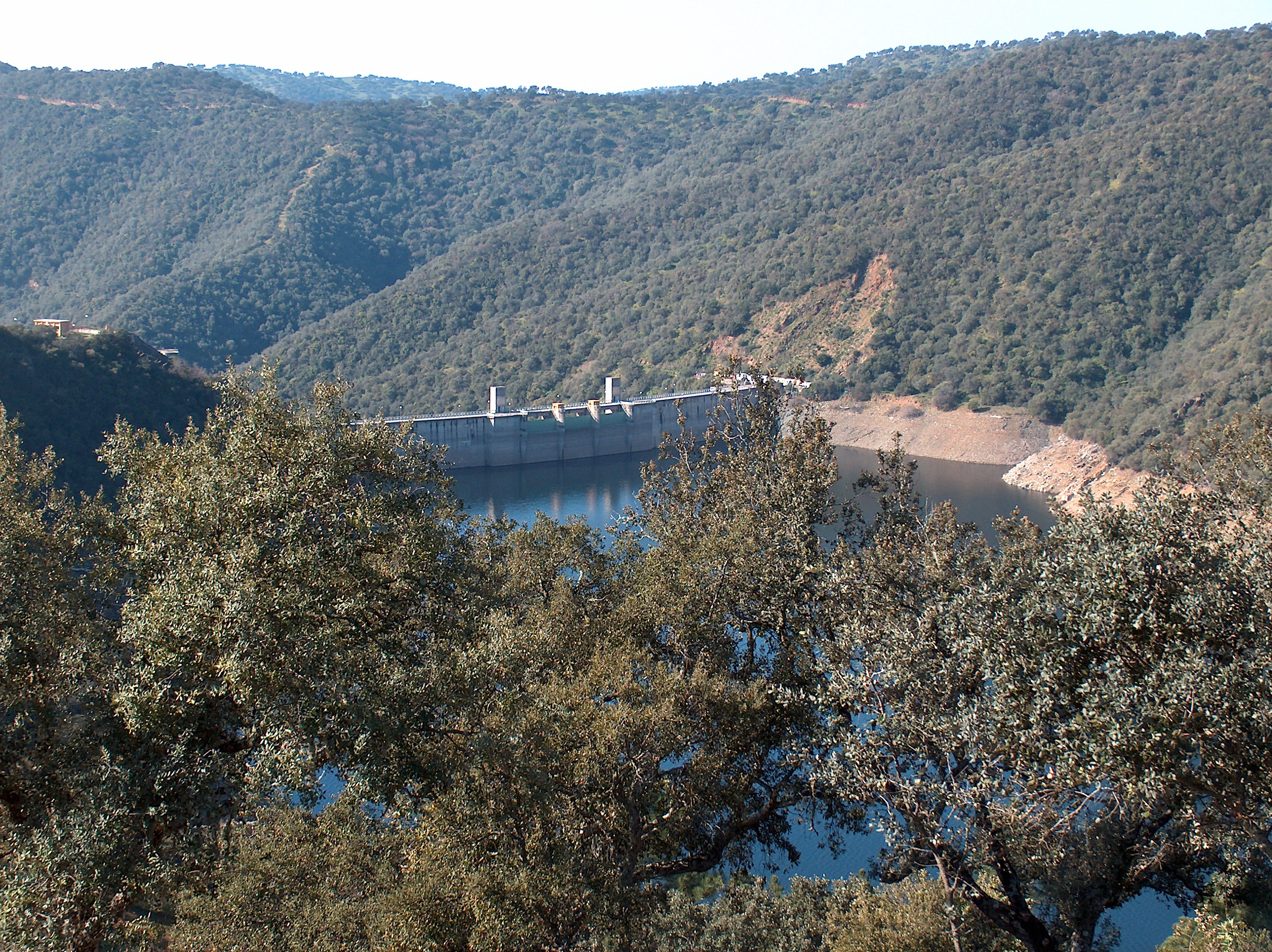
Sierra de Hornachuelos

Die Sierra de Hornachuelos gehört zum Gebirgszug der Sierra Morena, sie ist die nordöstliche Fortsetzung der Sierra Norte in der Provinz Córdoba. Mit Stein- und Korkeichenwäldern sowie zahlreichen galeriewaldgesäumten Flüssen bietet sie ähnliche Lebensräume. Zu den faunistischen Besonderheiten gehören Kaiseradler und Mönchsgeier.